# Banka (Eslováquia)
Banka é um município da Eslováquia, situado no distrito de Piešťany, na região de Trnava. Tem 8,58 km² de área e sua população em 2019 foi estimada em 2060 habitantes.

## Demografia
| Ano:        | 1994 | 2004 | 2014   | 2024   |
| ----------- | ---- | ---- | ------ | ------ |
| Broj ljudi: | 0    | 2173 | 2123   | 2149   |
| Razlika:    |      | –    | -2,30% | +1,22% |

| Ano:               | 2023 | 2024   |
| ------------------ | ---- | ------ |
| Número de pessoas: | 2159 | 2149   |
| Diferença:         |      | -0,46% |